# 2018年に発覚した医学部不正入試問題
2018年に発覚した医学部不正入試問題（2018ねんにはっかくしたいがくぶふせいにゅうしもんだい）とは、私立大学を中心とした日本の複数の大学の医学部が、女子や浪人生を不利に扱う、特定の受験生を優遇する、といった不正入試（差別）を行っていた問題である。

## 概要
2018年7月、息子を東京医科大学に裏口入学させ、局長が逮捕された文部科学省汚職事件をきっかけに、読売新聞が東京医大に関する疑惑を独自に探った調査報道により、不正入試が明らかとなった。報道を受けて同月、東京医科大学が女子に対して一律減点をしていたことを内部調査の結果として公表。その後文部科学省が全国81大学を調査したところ複数の大学が不適切な得点調整をしている疑いが生じた。その後、2018年10月15日に昭和大学（現・昭和医科大学）、11月22日に神戸大学、12月8日に岩手医科大学、金沢医科大学、福岡大学、12月10日に順天堂大学、北里大学、12月12日に日本大学、聖マリアンナ医科大学が相次いで得点調整を公表し、計10大学の医学部が募集要項には記載のない不適切な得点調整を行っていたことが明らかとなった。聖マリアンナ医科大学だけは、募集要項にある「1次試験の成績に出願書類を総合の上、合格者を決定する」との記載部分が「調査票を参考にすることを明記している」、「属性による一律な評価は行っていない」とし不正には当たらないとしていたが、その後の裁判で東京地裁の判決において「性別による得点調整があったことは明らか」と判断され、「合理的理由なく女性を差別するもので、違法性は顕著だ」と指摘されている。
2018年12月14日、文部科学省は調査結果の最終報告書を発表、不正を認めた9校を「不適切」と認定し、聖マリアンナ医科大学を「不適切な可能性が高い」とした。この10大学以外にも疑惑を招きかねない運用として、「同窓会などから推薦があった受験生のリスト作成」、「面接評価票への保護者が同窓生かどうかの記入」など9項目を挙げ、疑惑を招きかねない事案が見られた大学数は公表されていないが、十数校に上ると報道された。これにより2018年に発覚した一連の医学部不正入試問題では、同窓会推薦リストの作成などの疑惑を招きかねない運用以上の操作を行っていた大学は20～30大学に最終的に上ることとなった。
東京医科大学では一般推薦入試において「試験問題の漏洩」に関し、第三者委員会から「合理的な疑いの余地を残す」と指摘された。また、国会議員による裏口入学の口利きの事実も明らかになった。
2019年6月11日、文部科学省は2018年以前の入試で本来なら合格していたはずの元受験生のうち43人が2019年4月、計8大学に追加入学したとの調査結果を発表した。
2019年9月、金沢医科大学は2020年度入試からは同学医学部の卒業生の子供のみを対象とした定員7名の「卒業生子女入試」を新設すると発表。2018年度入試で、明示せずに推薦書評価の際に同窓生の子女に加点したことが不適切とされたための対応としている。「卒業生子女入試」新設により非公表で実施していた卒業生子女の優遇を、公にして継続することとなった。応募には父または母の金沢医科大学医学部の卒業証明書及び出願者と卒業生の続柄を証明する書類（戸籍抄本等）が必要。
2021年度の入試ではデータのある2013年度以降の医学部の女子の合格率が男子の合格率を初めて上回った(女子13.60%、男子13.51%）。2022年度の入試では男子14.2%、女子13.1%となり、再び男子が逆転した。
本事案は、大学入試における差別禁止化の全学部共通ルールができるきっかけともなった。また、2020年の私立学校法の改正に大きな影響を与えたとされる。
| 大学名               | 特定 | 女子 | 浪人 |
| -------------------- | ---- | ---- | ---- |
| 東京医科大学         | 〇   | 〇   | 〇   |
| 昭和大学             | 〇   |      | 〇   |
| 神戸大学             | 〇   |      |      |
| 岩手医科大学         | 〇   |      |      |
| 金沢医科大学         | 〇   |      | 〇   |
| 福岡大学             |      |      | 〇   |
| 順天堂大学           |      | 〇   | 〇   |
| 北里大学             |      | 〇   | 〇   |
| 日本大学             | 〇   |      |      |
| 聖マリアンナ医科大学 |      | 〇   | 〇   |

- 聖マリアンナ医科大学は文部科学省に反論[37]。
- 「特定」は卒業生の子女や特定地域出身者らを優遇[37]。
- 「女子」は性別、「浪人」は浪人年数や年齢で一律に不利な扱い[37]。

## 不正を公表した大学

### 東京医科大学
2018年

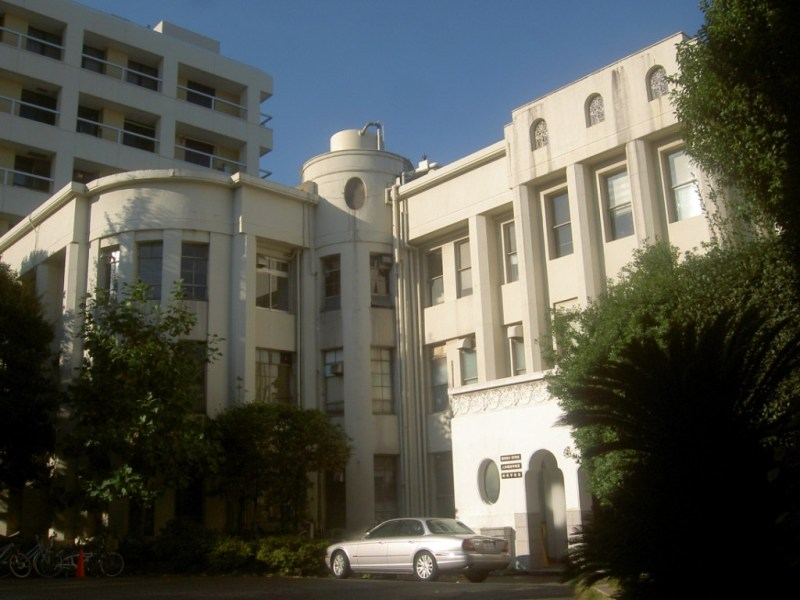
東京医科大学

2018年10月23日に公表した第三者委員会の中間報告では受験生への差別は性別・浪人回数以外にも出身校、特定の学生を合格させる裏口入学も行われていた。2017年、2018年の入試では特定の学生の1次試験の結果に8点～49点を加算し、17人が合格もしくは補欠合格をしていた。「東京医科大学が不正をしていた期間からすると被害者は少なくとも2万人以上」とされる。10月24日、2018年度の入試で適切な合否判定をしていれば合格ラインを上回っていたのに不合格となった受験生50人について、2019年4月の入学を認める方向で検討を始めたことがメディアにより報道された。10月29日、2006年～2018年に受験し不合格となった24人の女性が不正な受験をさせられた慰謝料として1回の受験あたり10万円計769万円を請求する通知書を提出した。
2018年11月7日、記者会見を開き2017年、2018年の医学部入試で不正な得点操作がなければ合格ラインに達していた女子や浪人回数の多い男子受験生ら計101人を追加合格とし、2019年4月の入学を認める救済措置を公表した。一方で「募集定員」を理由に全員を受け入れることはできず、入学許可の上限は63人にするとした。この対応に対しては、不合格となった受験生らから「全員を救済すべきだ」、「63人という数字がどこから出てきたのか分からないが、あまりに上から目線。大学側の道徳や倫理観はどうなっているのか」、「償いのためには全員合格とすべきで、無理をしてでも正しい姿に戻さなければならない」等、批判があがった。
2018年11月22日、一連の不正を受けて「日本医学教育評価機構」が東京医科大学に対し、教育内容やガバナンスなど9つの観点で評価をし、国際水準を満たしていれば行う認定を取り消す決定をしたと報道された。これにより、東京医科大学の学生や卒業生はアメリカで医師免許が取得できなくなる可能性が発生すると報道された。
2018年12月7日、不正入試によって本来合格ラインにいたにもかかわらず不合格になり、11月に追加合格とした受験生で入学を希望した49人のうち女子5人を定員に達したことを理由に再度不合格にしたと発表した。不正合格した在校生がいる一方で、その在校生よりも成績が高い入学希望の元受験生が2度目の不合格になったことに対し、受験生の保護者は「受験生の気持ちをくみ取ろうとしなかった」と批判している。医学部不正入試の被害支援にあたっている、医学部入試における女性差別対策弁護団も同日「二度にわたり、不合格と通知された5人は大学側の不合理な差別とその差別が発覚した後もなお大学側の都合を優先するという扱いに振り回されたというべきだ。痛手は計り知れない」とのコメントを発表した。柴山昌彦文部科学大臣（当時）は閣議後の記者会見で「落ち度がないのに不安定な状況に置かれ、その上で不合格となった方がいるのは大変残念だ」とコメントした。
2018年12月14日、大学ホームページ上で、問題発覚後に就任した学長や病院長ら計5人を除く理事11人が不正入試問題の責任をとって12月21日付で引責辞任すると発表した。
2018年12月25日、文部科学省が2019年度入試の定員超過を特例的に認めると発表したが、東京医科大学は、定員に達したことを理由に「再不合格」とした5人については「合否を変えることはない」と発表した。
2018年12月29日、第三者委員会は2013年～2016年の医学科の入試では、女子や多浪の男子を不利に扱う得点操作で計109人が不正に不合格となった可能性があり、2017年、2018年の計69人と合わせると6年間で計178人（男子57人、女子121人）が不正に不合格になった可能性があるとの調査結果を発表した。また、一般推薦入試において、試験問題の漏洩に対し「合理的な疑いの余地を残す」と指摘した。入試の不正に関しては当時の入試を担当する学務課職員の証言から、当時の学長が同課に指示して導入させたと認定した。2016年当時の学務課職員は「男子を増やす案を考えろと学長から言われた。男女だけでなく現役浪人と合わせた話だった」と証言した。
また、寄付金と裏口入学の関連性を疑わせる文章、証言や資料も明らかになった。2018年当時の理事長が特定の受験生の一次試験の得点に加点していた裏口入学は既に公表されていたが、裏口入学の依頼を受けた書面には「もしも入学を許されたら寄付金は3000万円用意するつもりです」など記載され、当時の理事長が作成したメモにも特定の受験生の氏名の隣に「1000」「2000」「2500」など金額の可能性のある数字の記載があった。裏口入学の依頼者は第三者委員会に対して、「有利な取り扱いを通常以上の寄付が求められた」と証言した。
一般推薦試験の問題の漏洩が起こっていた可能性も第三者委員会から指摘をされた。報告書によると、2013年～2018年のいずれかの年に行われた医学科の一般推薦入試の直前、ある受験生が「試験問題が手に入った」などと予備校で話しており、この受験生は小論文で1位の得点だった。漏洩に関しては大学側は否定しているが、第三者委員会は「合理的な疑いの余地を残す」とする一方で「問題を指摘するにとどめ、踏み込んだ判断は留保する」としている。
2018年12月31日、自民党の赤枝恒雄元衆議院議員が報道機関の取材に答え、「10年ほど前から、約20人の同窓生の子の合格を当時の理事長に依頼した」と、裏口入学の口利きの事実を明らかにした。赤枝恒雄元衆議院議員は東京医科大学のOBで「東京医科大学は、われわれの学校だという意識が強い。子供たちを入れてくれ」という思いだったと説明した。
2019年
2019年1月8日、医学部の不正入試問題を巡り、特定の受験生の優遇と大学への寄付に関連があった可能性や、国会議員の口利き疑惑が指摘されたことを受け、第三者委員会に依頼して追加調査を実施すると明らかにした。過去の入試での問題漏えい疑惑についても事実関係を確認するとしている。同大学の調査は上述の通り、弁護士をメンバーとして2018年8月に設置された第三者委が実施。2018年12月29日に「最終報告書」をまとめ、国会議員や同窓会関係者らの依頼で、特定の受験生を優遇するなど数々の不正が長年続いた疑いを指摘した。ただ議員らへのヒアリングなどが不十分で詳細は確認できなかったとも記していた。
2019年1月22日、私学助成の交付業務を担う日本私立学校振興・共済事業団が、東京医科大に対し、平成30年度の私学助成金を全額交付しない方針を決めたことを柴山昌彦文部科学大臣（当時）が閣議後会見で明らかにした。東京医科大学には前年度の平成29年度は23億円交付されていた。
2019年1月22日、大学の公式サイト上で2013年～2016年の入学試験で得点操作などにより不合格となった可能性のある女子や浪人生計109人対しては合否判定の基礎となる資料が欠如していること、入学試験実施当時から3年以上前の成績が現在の学力を示しているとみなせない等から、追加合格を行わないことを決定したと発表した。
2019年2月22日、NPO法人「消費者機構日本」が大学側に受験生が支払った受験料や宿泊費の返還を求めた訴訟の第1回口頭弁論において、「得点調整を知っていても受験した可能性はある」として争う姿勢を示した。
2019年3月4日、「第三者委員会」は追加調査報告書を公表した。2018年当時の学長が受験生側と「合格発表前に寄付金についてやりとりしていた疑いが強い」と認定した。文部科学省は大学入試において、入学前に受験生側に寄付の募集をしたり、約束をしたりすることを通達で禁じている。対象は10人の学生で、10人の寄付額は入学初年度末までに3千万～300万円、合計で1億4100万円であり、7人が優遇を受けていた。また、当時の学長と親との受験生の親と寄付についてやり取りしたメールが残っていたおり、親が入試前の寄付を打診し、当時の学長は「今年あたりから300万程度しておいて入学したらドカンと追加してください」と返信し、親は1週間後に300万円の寄付をしていた。入学者全体の寄付額では、優遇を受けた一部の受験生の平均額が、その他の受験生より大幅に高く、「第三者委員会」は「寄付金状況と（特定の受験生を優遇する）個別調整の疑わしき関係性」と表現し、合格依頼と寄付についての「暗黙の了解」がうかがえるとした。
2019年3月26日、大学の教育状況などをチェックする認証評価機関の「大学基準協会」が「公正かつ適切な学生の受け入れが実施されているとはいえない」として、東京医科大学を協会の基準に「適合」するとしたが2017年の評価を取り消し、「不適合」に変更したと発表した。2004年に大学などの認証評価制度が始まって以来、「適合」の評価が取り消されて「不適合」になるのは初めてとなる。
2019年5月20日、大学の公式サイトで2019年度の医学科の一般入試の合格率を発表。男子16.9%、女子16.7%と合格率がほぼ同じになったことを公表した。不正が発覚した2018年度は男子の合格率が女子の3倍になっていた。
2020年
2020年7月25日、元理事長に対し東京国税庁が、2014年~2018年の5年間で「医学部入試で有利な取り計らいを依頼された受験生の親などから個人的に受け取った謝礼」約1億円について申告漏れを指摘したことが明らかになった。
2022年
性別や年齢を理由とした不当な差別で不合格にされたとして、元受験生の女性が東京医科大、昭和大、順天堂大の3大学に計約3600万円の損害賠償を求めた訴訟について、女性と東京医科大学で2022年3月25日付けで和解が成立。大学側は「公正な入試だったとは認めがたい」などとして女性に謝罪、和解内容には「再発防止の徹底を図るとする」という内容も盛り込まれた。
9月9日、東京地裁は集団訴訟を起こした元受験生27人について、受験費用や慰謝料として計約1826万円を賠償するよう大学に命じた。
2023年
5月30日、東京高裁は控訴審判決で、一審・東京地裁判決を一部変更し、本来合格だった4人を不合格としたことへの慰謝料を一審の150万円から200万～300万円に増額。控訴した16人中15人に受験費用や慰謝料など計約2085万円を支払うよう同大に命じ、1人は時効を理由に控訴を棄却した。
2024年
10月10日、最高裁第1小法廷（安浪亮介裁判長）は元受験生9人の上告を退け、同大学に計約2080万円の賠償を命じた二審判決を確定させた。判例違反などの上告理由に該当しないと判断したもので、これにより集団訴訟は終結した。
|      | 2013年 | 2014年 | 2015年 | 2016年 | 2017年 | 2018年 | 計    |
| 男子 | 27人   | 7人    | 4人    | 5人    | 8人    | 6人    | 57人  |
| 女子 | 15人   | 17人   | 18人   | 16人   | 11人   | 44人   | 121人 |
| 計   | 42人   | 24人   | 22人   | 21人   | 19人   | 50人   | 178人 |

### 順天堂大学
2018年

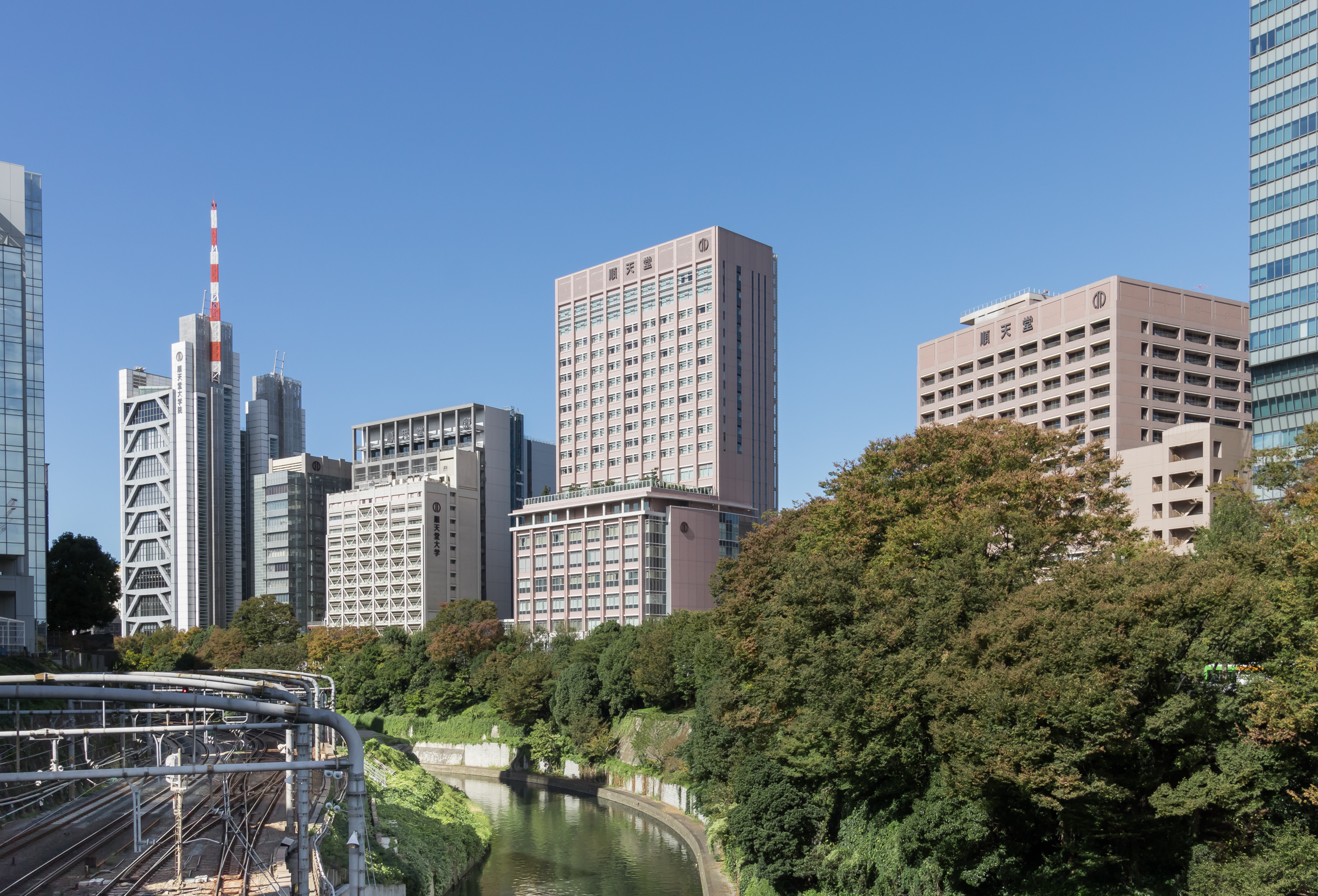
順天堂大学

2018年10月17日、弁護士らによる第三者委員会の設置を発表。順天堂大学は2018年に文科省が医学部を置く全国81大学に実施した調査で、過去6年の男子と女子の合格率の格差が1.67倍と最も大きかった。2018年度入学試験では男子2372人、女子1779人が受験し、合格者は男子239人、女子93人であった。2018年12月3日、第三者委員会からの報告書が大学側に提出された。
2018年12月10日、会見を開き、2018年と2017年の医学部入試で女子や浪人生を不利に扱っていたと発表した。不正があったのは、一般入試の「A方式」「B方式」やセンター試験利用入試など4つの入試方式で、2次試験では4方式で女性を不利に扱っていた。A方式では小論文、面接試験の点数（1.0～5.4点）で合格者・補欠者を決める際の基準点について女子を男子より0.5点高くしていた。1次試験では「A方式」で、学力試験の成績が201位以下の場合、女子や浪人生に厳しい基準を設けていた。特に面接などが行われる２次試験では「女子が男子よりも精神的な成熟が早く、受験時はコミュニケーション能力も高い傾向にあるが、入学後はその差が解消されるため補正を行う必要がある」として点数を一律に下げていた。順天堂大学は、2次試験で不適切な得点操作により、不合格となった48人（うち女子47人）について、追加合格の対象として、今後、入学の意向を確認し、2019年の入学を認めると発表した。また、合否判定の際に女子が一律不利となる不適切な入試は少なくとも2008年度から実施されていたと明らかにした。性別により合否判定に差異を設けることは、全国医学部長病院長会議が2018年11月に策定した入試規範でも「決して許容されない」とされる不正であるが、大学側は「大学の裁量の範囲内と思っていた」との弁明に終始した。
2019年
2019年1月17日、2017年に受賞した東京都の「女性活躍推進大賞」の優秀賞を「応募要領に抵触する事由があった」として2018年12月18日に返上を申し出ていたことが明らかになった。
2019年11月1日、第三者委員会は2013年度～2018年度まで少なくとも6年間の医学部一般入試について「大学の裁量の範囲を逸脱した不適切な取り扱いが存在していた」とする最終調査報告書をまとめた。また、最終調査報告では「少なくとも10年ほど前から批判なく踏襲されていたものであることが推認される」とした。ただ入試関連の書類が2年間で廃棄されており、不利益な扱いの影響を受けた受験生の特定や対象人数を判断できなかった。
2022年
2022年5月19日、不正入試問題を巡り、不合格になった女性13人が性別を理由に差別を受けたとして、大学側に損害賠償を求めた訴訟の判決で、東京地裁（加本牧子裁判長）は、性別を理由に差別的な取り扱いを受けた精神的な苦痛を認め、計約805万円の支払いを命じた。訴訟で原告は「性別を理由に不利な扱いを受け、精神的な苦痛を受けた」と主張。大学側は「基準は女子寮の収容能力を踏まえて設定した。私立大には高度の裁量権が認められるべきだ」と主張していた。
2023年
2023年8月10日、東京地裁は「浪人生だったことを理由に不当に差別された」などと訴え、損害賠償を求めた裁判で、順天堂大学側におよそ180万円の賠償を命じる判決を言い渡した。原告の男性は社会人経験を経て2016年、2017年、2018年に順天堂大学医学部の試験を受験したが不合格であった。別の大学に入学した数か月後、順天堂大学側から2018年度の入試について「実際は合格点に達していた」と追加合格の連絡を受けた。男性は、2019年に提訴。「浪人年数や社会人経験を理由に不利益な扱いを受け、不当に差別された」などと訴えて大学側に対しおよそ5800万円の損害賠償を求めていた。また東京地裁は、問題発覚後の2018年12月の記者会見で男性を不合格とした理由を「浪人年数に加え、特殊な事情があった」と述べたのは、浪人以外の事情があるような評価を与え得るとし、侮辱行為に当たると認定した。

### 昭和大学（現・昭和医科大学）
2018年

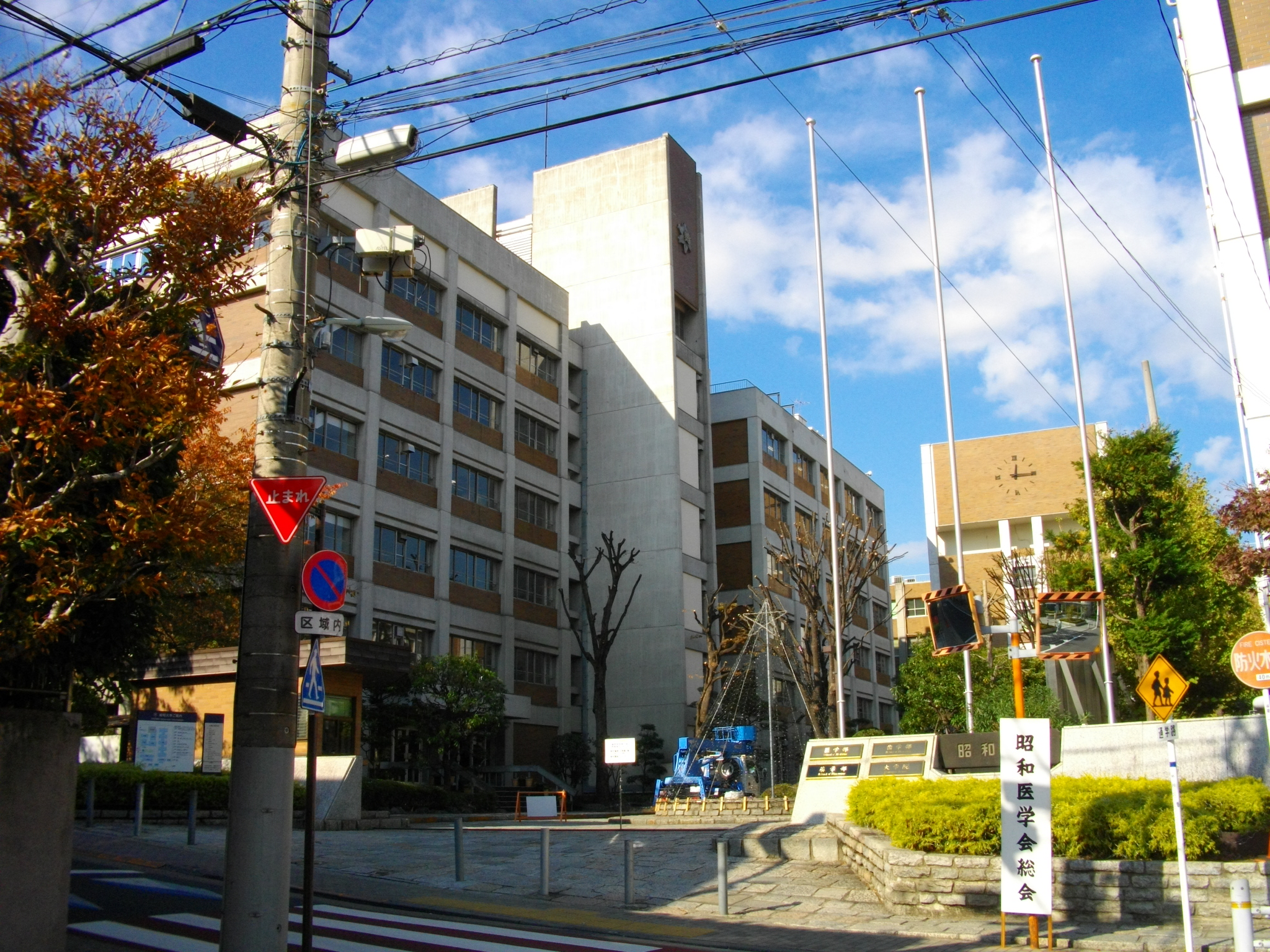
昭和大学

2018年10月15日、昭和大学医学部は記者会見を開き、2013年度の入試から浪人生に不利になる得点調整を行っていたと公表した。医学部の一般入試では筆記による1次試験（400点満点）に続き、面接、小論文、調査書による2次試験（80点満点）を実施していたが、この際に調査書の評価で現役には10点、1浪には5点を加算していた。大学OBの子供の場合、合格ラインに達していなくても合格させる裏口入学のケースもあった。当時の医学部長は得点操作に関して「現役の方が伸びる。不正だと思っていなかった」と釈明し、一般入試のII期試験（定員20人）で合格者を決める時には、同窓生の親族を優先させており、2018年度入試では4人、2013年-2018年の6年間では計19人が、合格点に達していなかったのに合格させていた。こうした加点や優先は、募集要項には記していなかった。文部科学省が2018年9月に実施した調査は在校生を念頭に過去6年分の調査であり、厚生労働省が調査している2013年から偶然不正が始まったと主張する昭和大学の説明に対し、報道陣からは「なぜ2013年に始まったのか」との質問があったが、当時の医学部長は「答えようがない」とあいまいな回答を繰り返した。
2018年10月16日、柴山昌彦文部科学大臣(当時)は記者会見で「公正、妥当に実施されるべき大学入試でこのような事態があったことは大変遺憾」と述べた。そのうえで柴山大臣は「昭和大学が設置する第3者委員会で詳細を明らかにし、不利益を受けた受験生が万一いるような場合には速やかに対応するよう求めたい。また来年の受験生に対し混乱の無いようにしっかり取り組むよう促す」と語った。
2019年
2019年2月13日、得点調整により不合格になった元受験生は2017年、2018年の入学試験で16人に及び、このうち入学意志を示した5人を追加合格にすると発表した。
2019年9月13日、第三書委員会の「2013年～2018年の医学部入試で、成績下位の繰り上げ合格者に男子が顕著に多く、女子差別があったことを否定できない」とする報告書を公開した。大学側は現役と1浪の受験生に加点し、さらに一部の試験で合格者を決める際、同窓生の親族を優先させる不正については認めていたが、女子差別に関しては第三者委員会の聞き取り調査に対し「偶然の結果」と説明していた。これに対し第三者委員会は「（2018年までの入試で）大きな男女差が生ずる合理的理由は考えづらく、疑念が生ずることを否定できない」と結論付けた。

### 神戸大学
2018年

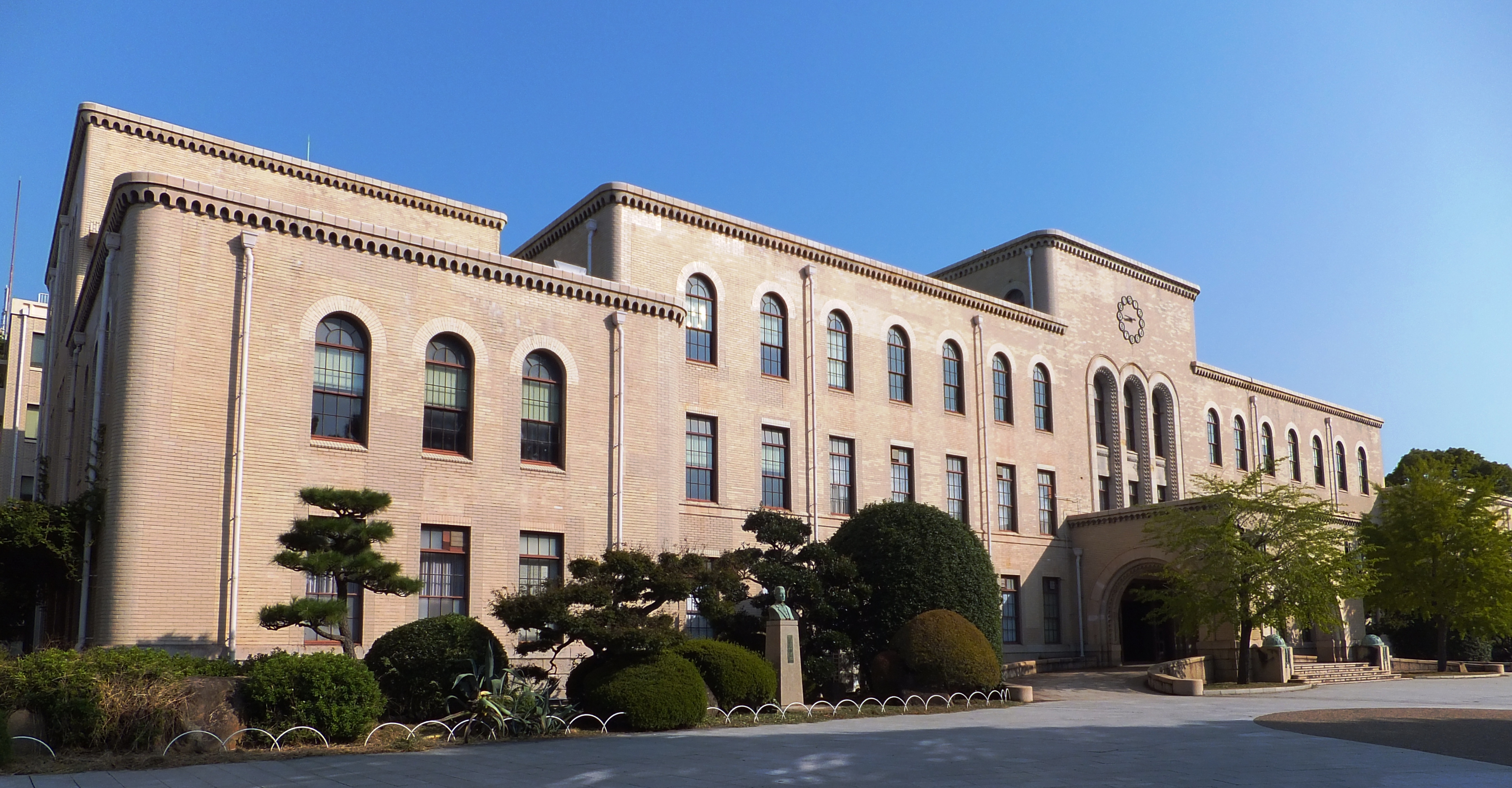
神戸大学

2018年11月22日、神戸大学は兵庫県出身者が受験できる医学部推薦入試の地域特別枠で、募集要項に明記せずに過疎地域出身者に有利な配点をしていたと発表した。100点満点の書類審査において、出身地域ごとに最大25点を段階的に配点していた。出身高校の所在地や保護者の居住地が医師が少ない地域だった場合は最大25点が得られ、都市部出身者は0点になる仕組みだった。地域別配点は2015年度入試から2018年度入試まで4年間行われていた。これを受けて同日、柴山昌彦文部科学大臣(当時)は、報道陣の取材に応じ、「国立大である神戸大で不適切な事案が判明したことは大変遺憾だ」と述べた。
2018年12月27日、神戸大学は得点調整をして不合格となった2人を追加合格にしたと発表した。2人のうち1人は他大学に進学しており、入学を辞退した。
2019年
2019年5月31日、神戸大学は2020年度入試（2019年度実施）以降は特定の地域を重視した配点を行わず、書類審査や面接、口述試験で地域医療への意欲と適性を重視して選抜する方法に改める、と発表した。

### 岩手医科大学
2018年

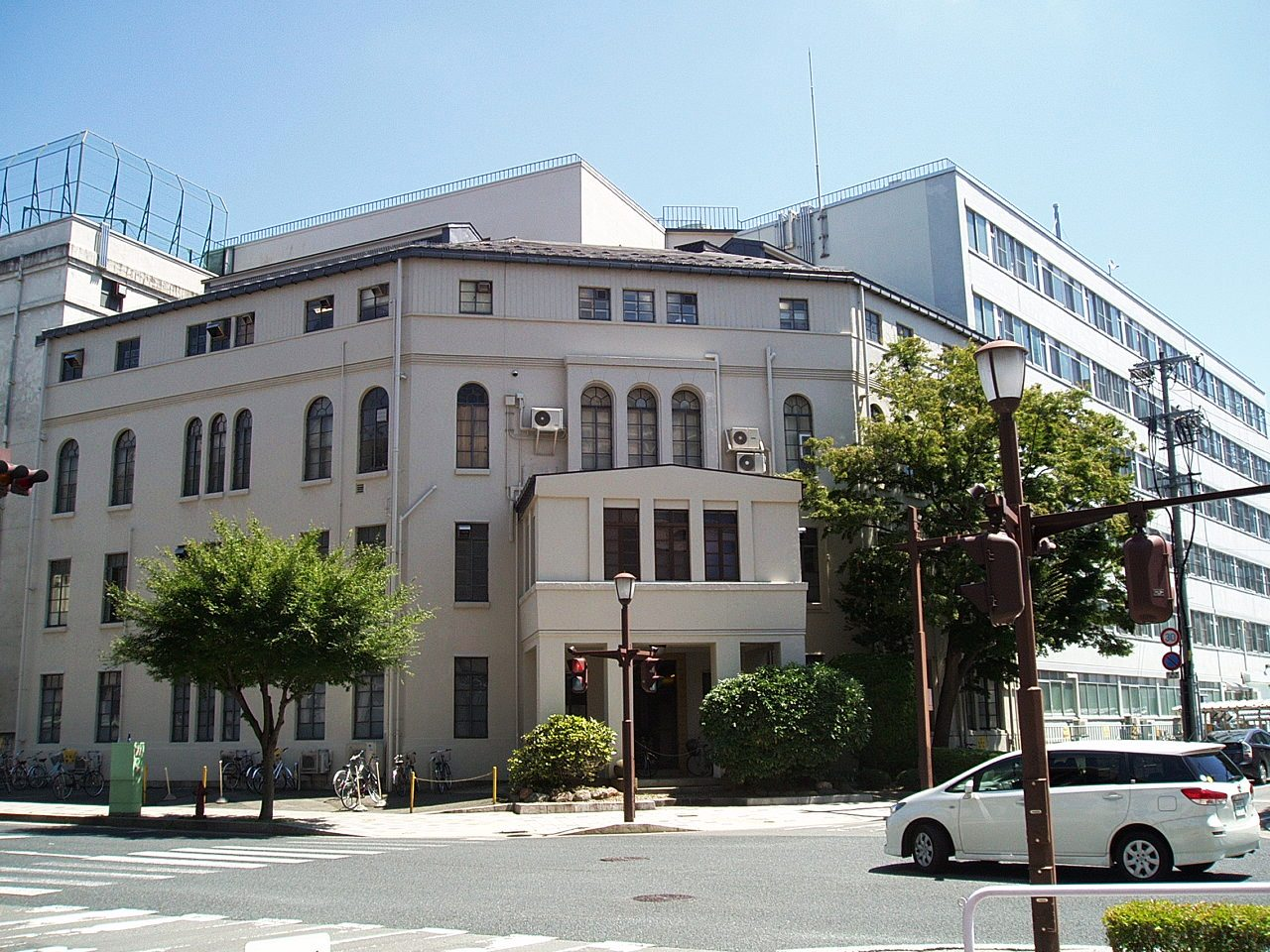
岩手医科大学

2018年12月8日、「医学部で不適切な入試を行っていると、文部科学省から指摘された」と公表した。編入試験において、同大歯学部出身の受験生3人を優遇していたほか、2018年度の一般入試の追加合格を決定する際、1人の受験生を優先的に合格させていた。2018年の同大学の追加合格者は51人で、優遇された学生は不合格となった8人より評価が低かった。編入試験では2013年から募集要項に明示しないまま同大学歯学部卒業枠を設定。編入試験の募集定員は例年7人で、うち3～4人を同大歯学部出身者から選んでいた。これらの得点調整について、「以前から選考過程が闇の中だと感じていた」と疑問視する声が関係者から上がっている一方で、12月8日の会見では、同大学は報道陣の質問に「大学の裁量の範囲内という認識だった」と繰り返した。
2018年12月21日、医学部以外の教授や弁護士らによる学内調査委員会を立ち上げ、不合格者への救済や入試の改善策を検討を開始し、2019年1月4日調査報告書をまとめた。
2019年
2019年1月9日、2018年度の一般入試と学士編入試験で合格ラインを上回りながら不合格とされた計8人を追加合格とし、2019年4月の入学を認めると発表した。対象は一般入試7人、編入試験1人。学内調査委員会が1月4日にまとめた調査報告書では、一般入試の7人より総合評価が低かった1人が繰り上げ合格していた点を「7人を不合格と判断する要素が乏しく不利益な取り扱いだった」と指摘。編入試験で同大歯学部出身者を優遇していたことは「募集要項に記載がなく、公平な選抜とは言えない」と結論付けた。

### 金沢医科大学
2018年

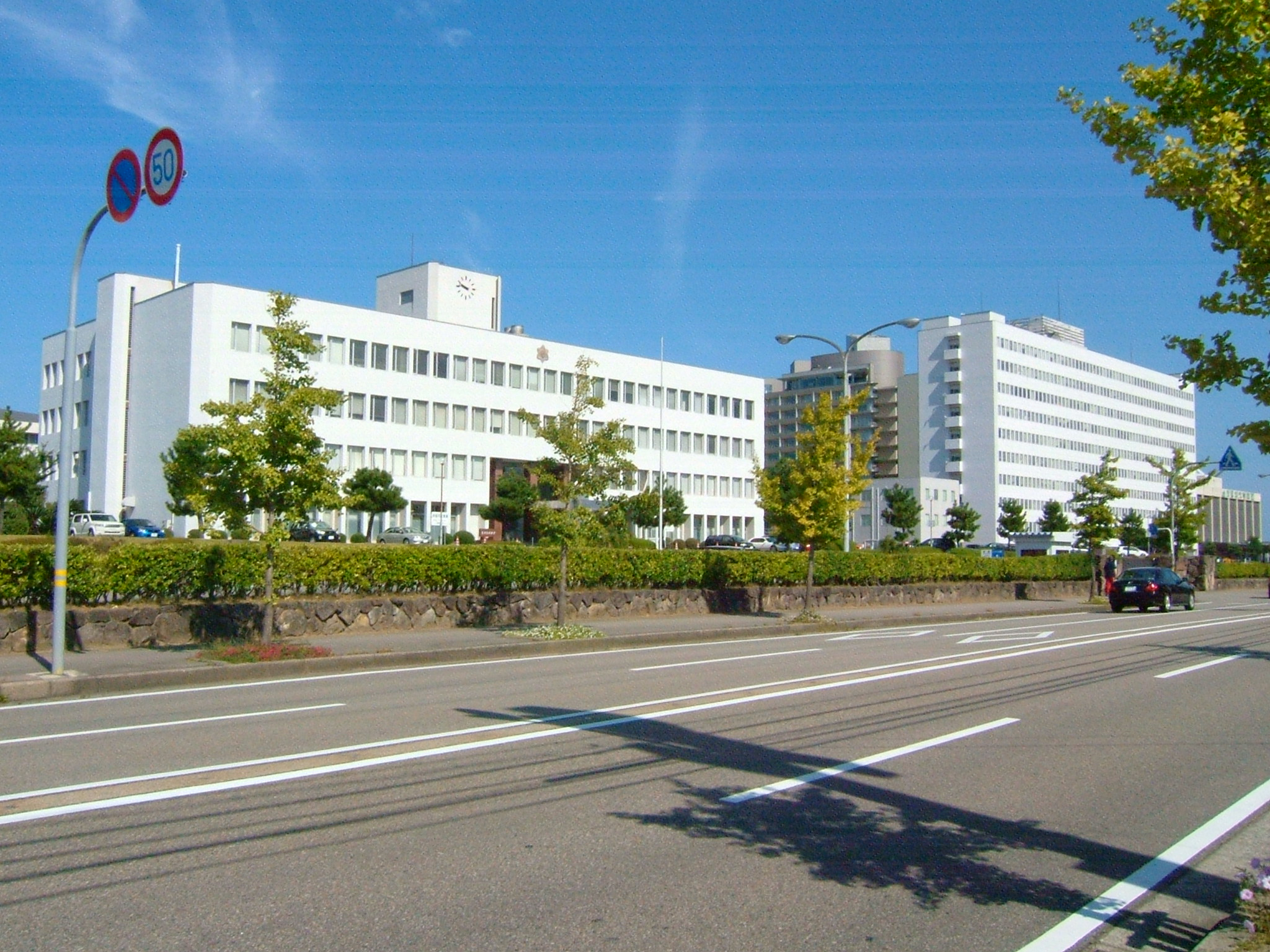
金沢医科大学

2018年12月8日、「医学部で不適切な入試を行っていると、文部科学省から指摘された」と公表した。一般入試の補欠合格者を決定する時に年齢を考慮し、AO入試では「北陸3県（石川・福井・富山）の高校出身者」「卒業生の子弟・子女」「現役・1浪の受験生」の項目を設け、同窓生の子は10点、石川の高校出身者には5点、富山、福井については3点、現役・1浪生には5点を加えていた。項目は加算され、同窓生の子で石川県の高校出身かつ現役・1浪生は20点加算されていた。編入学試験の書類審査でも受験生が北陸3県の高校出身者、25歳以下の受験生に加点、27歳以上の受験生は減点の調整をしていた。
2019年
2019年1月12日、2018年度の入試で合格ラインに達しながら不合格とされた9人（AO入試8人、編入試験で1人）の計9人を追加合格としたと発表した。
2019年2月14日、2018年度の一般入試でも合格ラインに達しながら、得点調整により不合格になった元受験生9人を追加合格とした。
2020年
2020年度入試から金沢医科大学は同学医学部の卒業生の子供のみを対象とした定員7名「卒業生子女入試」を新設。2018年度入試で、明示せずに推薦書評価の際に同窓生の子女に加点したことが不適切とされたための対応としている。応募には父または母の金沢医科大学医学部の卒業証明書及び出願者と卒業生の続柄を証明する書類（戸籍抄本等）が必要。

### 福岡大学
2018年

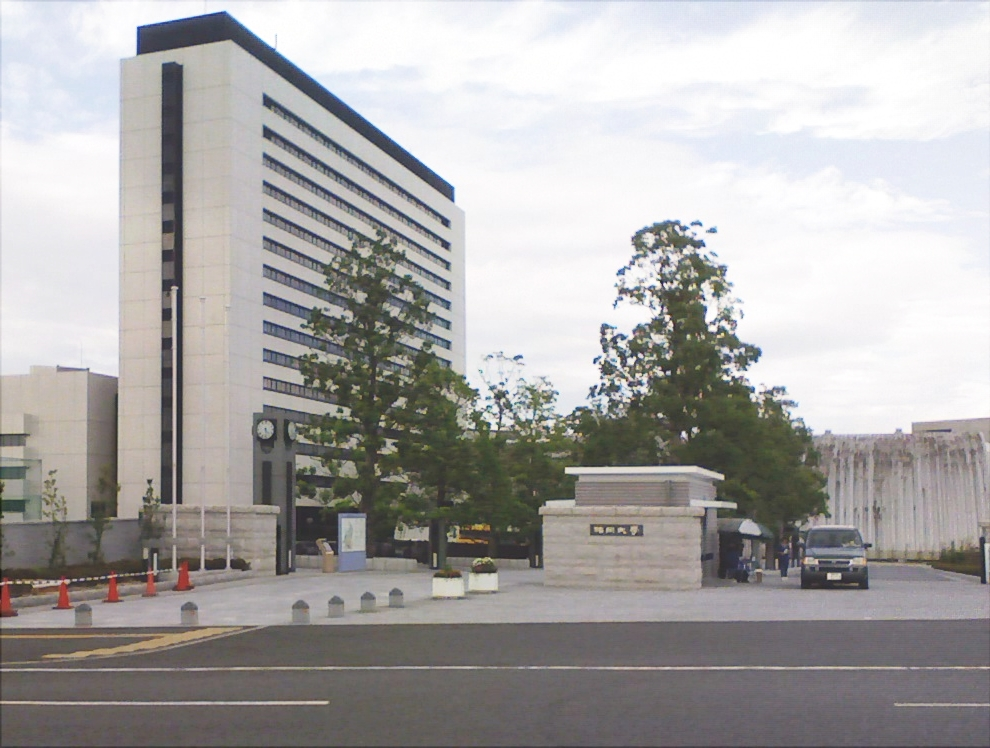
福岡大学

2018年12月8日、「医学部で不適切な入試を行っていると、文部科学省から指摘された」と公表した。現役生には最大で20点、1浪生は10点を調査書の評価平均値に加える得点操作をし、2浪以上は加点の対象としなかった。推薦入学でも同様の操作を行っていた。操作は2010年から続けていたとしている。女子差別や卒業生の親族の優遇はないとしている。福岡大学は、8月と10月の西日本新聞の取材に対し、2回とも「得点操作などは行っていない」と回答していた。福岡大学は11月7日に会見を開き入学試験において、大学同窓生を含む大学関係者子弟に対する優遇措置を講じていないと発表をしていた。岩手医科大学、金沢医科大学、福岡大学の3大学の会見が12月8日、午前11時からと会見日時が重なったことについて、福岡大学の当時の副学長は「びっくりしている。示し合わせているわけでは全くない」と話した。
2019年
2019年3月27日、福岡大学は第三者委員会の3月26日付の報告書を受け取ったことを発表した。報告書では2018年12月に福岡大学が「特定調整は2010年から行っていた」という発表を覆し、「得点調整は2002年から行われていた」と認定した。2017年度～2018年度の2年間だけで計84人の受験生が本来は合格していたのに、不合格になった可能性があると推計した。一方で得点調整をしたにもかかわらず、一浪の合格率は全国平均割合より約12%上回り、二浪以上は約 50%も上回っており、浪人生（特に二浪以上）が全国平均の1.5倍も多く合格していることから福岡大学の調整は不適切であるがその程度は高いものであるとはいえないと結論づけた。
2019年3月29日、第三者委員会の報告書を受け、福岡大学は2017年度、2018年度入試の受験生の一部約800人に、慰謝料などの名目で1人当たり10万円を支払うと発表した。
2019年4月2日、文部科学省は福岡大学の担当者を呼び、本来なら合格した可能性がある受験生の追加入学を認めないと発表したことについて、判断が妥当かどうか詳しい説明を求める方針を明らかにした。福岡大が設置した調査委員会の報告書は、浪人生が不利になる配点により、2017年、2018年度入試で計84人が本来なら合格した可能性があるとした一方で「不適正の程度は高くない」と認定し、報告書を受けて福岡大学は追加合格を認めないとした。
2019年5月31日、福岡大学は「推計に用いた複数のシミュレーションによって合格者が変わり、著しく不公平な事態を招き、また、高校卒業程度認定試験の合格者など調査書が提出できない受験生も複数いたこと」で公正な再判定が困難で「救済の名の下に著しく不公平な事態を招きかねないため」合格した可能性がある元受験生の追加入学は認めないと改めて発表した。これにより、文部科学省に「不適切」な入試を行ったとされた9大学のうち、福岡大学だけが追加入学の受け入れを行わないこととなった。

### 北里大学
2018年

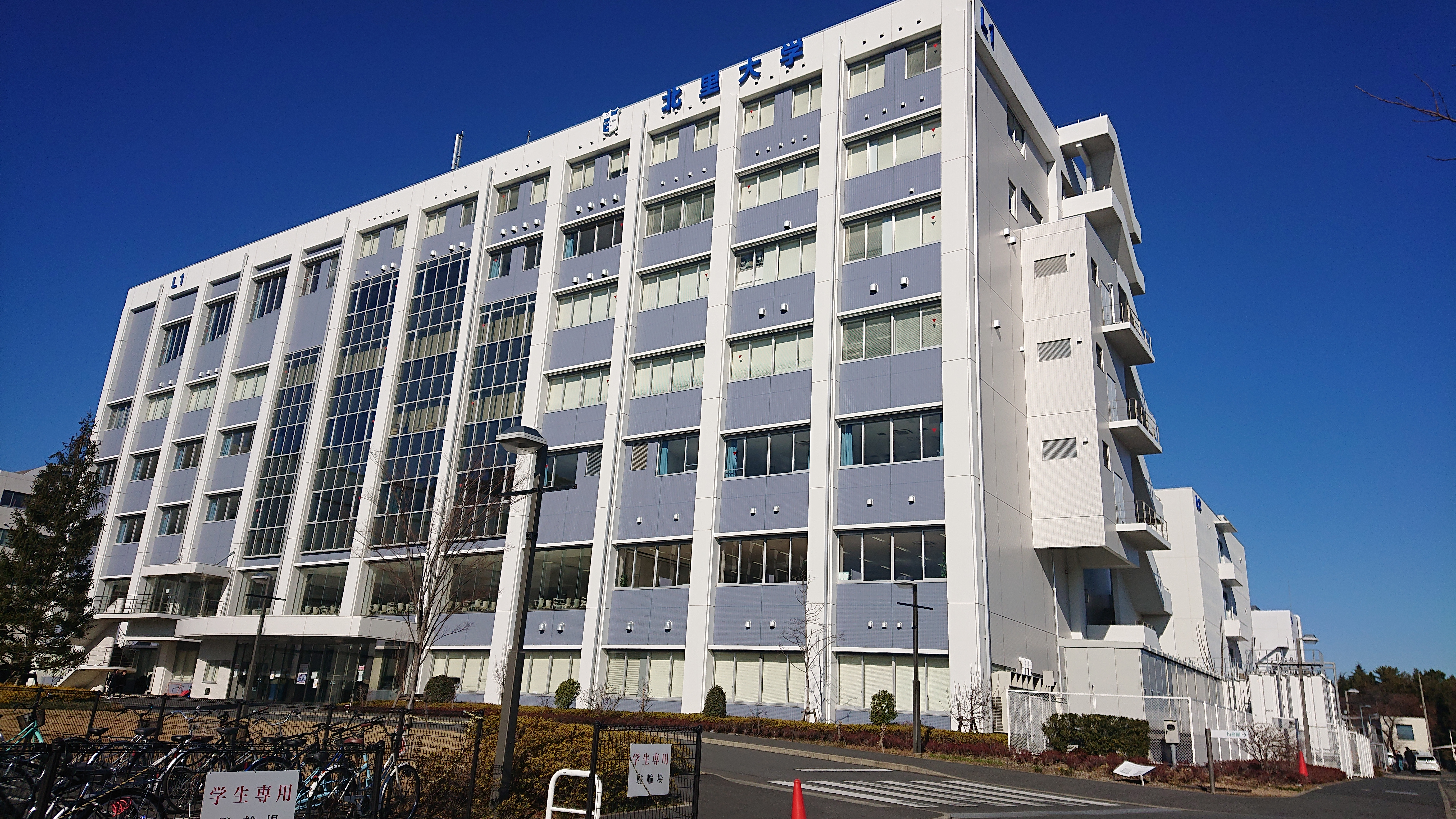
北里大学

2018年12月10日、2018年度の医学部医学科の一般入試の繰り上げ合格で、補欠者に連絡する際、男子や現役生を優先する不適切な取り扱いがあったと発表した。補欠合格の電話連絡を成績順位順ではなく、男子や現役生を優先して補欠合格の電話をしていた。男子の合格者の辞退率が高いことや、現役生の方が厳しい授業に耐えられると判断したためとしている。2018年9月の文部科学省の調査に対しては不適切な扱いはないと回答していたが、その後に同省の訪問調査を受け、12月4日付けで不適切だと指摘された。
2018年12月28日、北里大学は不適切な得点調整により、2018年度入試で10人が不利な扱いを受けて不合格になっていたと発表。10人に対しては追加合格とし、希望者は2019年度に1年生として入学を認めるとした。

### 日本大学
2018年

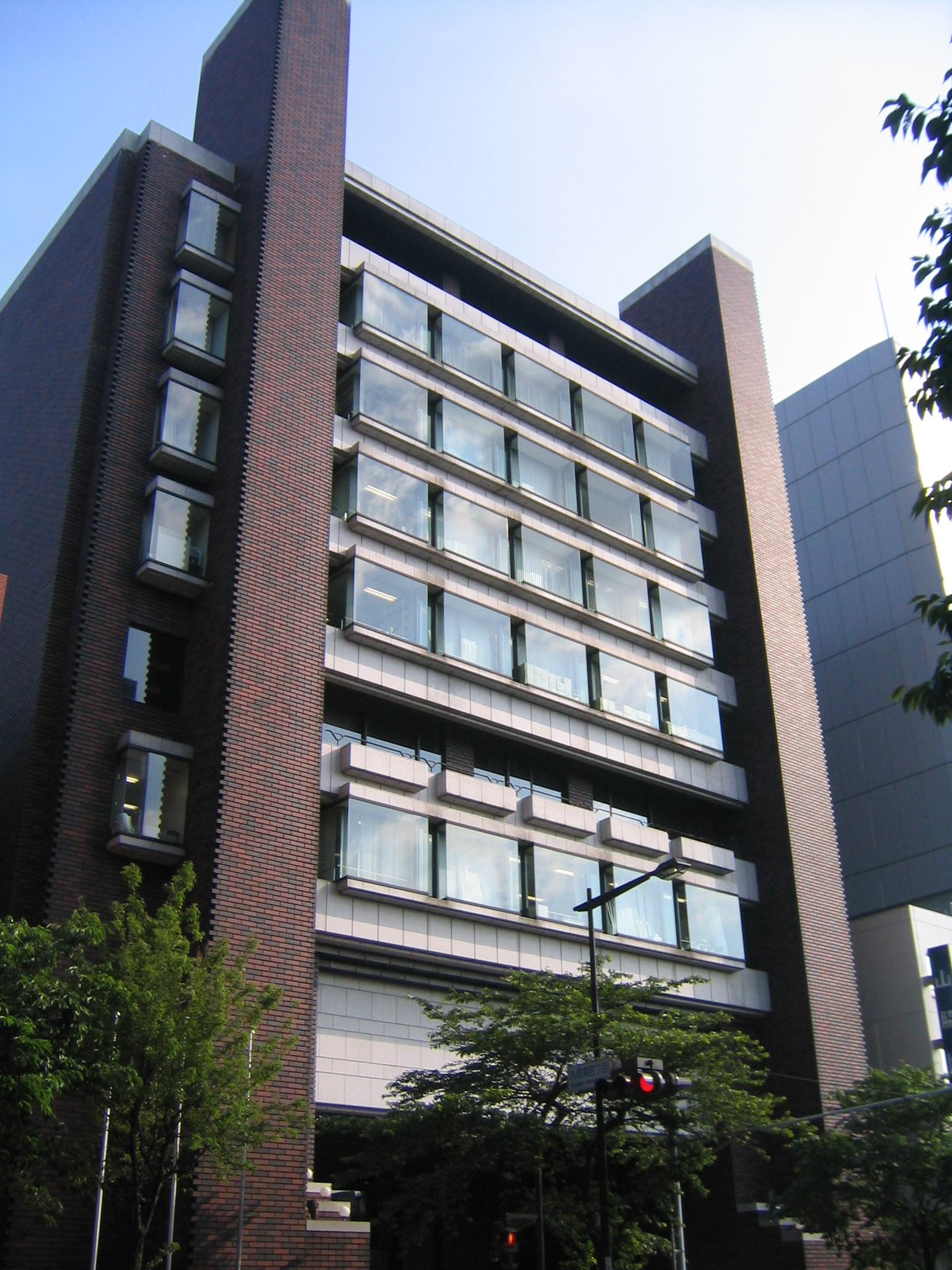
日本大学

2018年12月12日、緊急記者会見を開き、2016年～2018年の3年間で一般入学試験の追加合格者を出した際、卒業生の親族計18人を優遇する不適切な運用があったと発表した。大学側がどうやって卒業生の親族を判別していたのかついては、医学部同窓会作成のリストの存在を明らかにした。医学部卒業生は親族が受験をする場合、非公式な形で同窓会にその旨を伝え、これを同窓会がリストし、医学部側に伝えていた。リストの人数は平均20人程度であった。医学部長（当時）は、「通常の方法ではないと思った」と述べ、不適切な選抜方法であったことを認める一方で、「裏口入学」ではないかとの記者からの質問に対し、「裏口入学の定義が定まっているかどうかはわからないが、私どもは誰も考えていない」と述べた。不正の影響で不合格になった2018年、2017年の学生10人に対して追加合格とし、2019年の入学を認めるとした。
2018年12月13日、2016年の追加合格者の人数を8人→2人に訂正発表し、2016年～2018年の医学部一般入試で追加合格を出す際、優先的に合格させていた医学部卒業生の子どもの人数を当初公表の計18人から計12人に訂正すると発表した。

### 聖マリアンナ医科大学
2018年

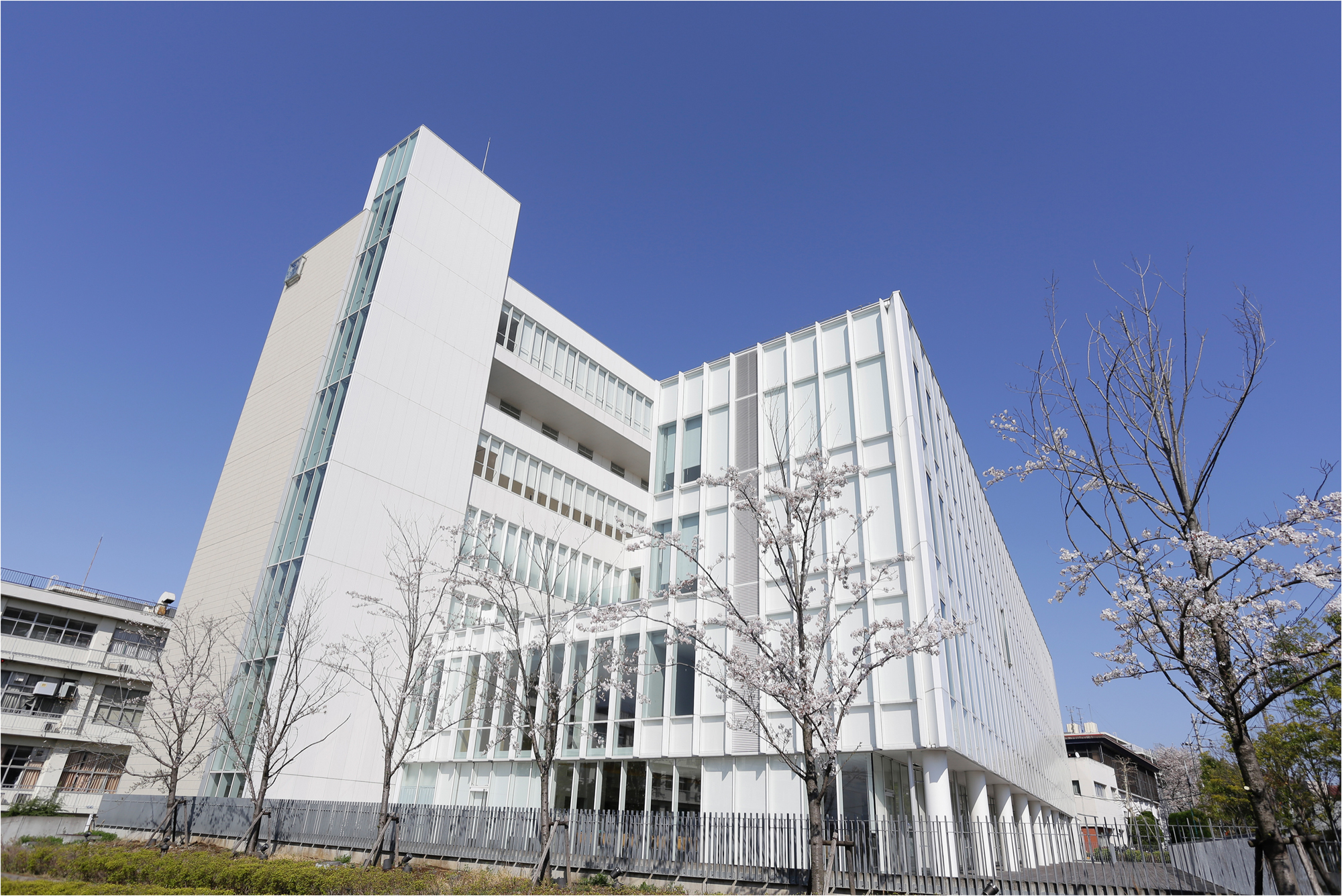
聖マリアンナ医科大学

2018年8月2日、2017年以降の女子の合格者が現役生と1浪生のみで2浪以上は0人となっていると報道された。
2018年12月12日、大学のホームページ上で厚生労働省から「一般入試における調査書等の点数化結果について調査したところ、女性よりも男性が、多浪生よりも現役生が高い点数となっていることを確認しており、性別や年齢等により、属性により一律の取扱いの差異を設けていることが疑われる」と指摘されていると公表した。調査票で差をつけていたことに対し、同大学は一般入学試験の入試要項に「第2次試験では、第1次合格者に対して、適性検査、小論文、面接を行い、その成績と第 1 次試験の成績に出願書類を総合の上、合格者を決定します。」と明記しており、この「出願書類を総合の上、合格者を決定する」の部分が、調査書等の評価に該当し、募集要項で明記しているため不正には当たらないとしている。
2018年12月25日、文部科学省から「不適切な可能性が高い」と指摘されたことを受け、普段から大学の監査を担当している公認会計士と弁護士の2人による内部調査を始めることを決めたが、2018年12月28日、柴山昌彦文部科学大臣（当時）は閣議後記者会見で「率直に言って何をしているんだろうと思います。文科省としては、中立・公正な立場から事実関係の速やかな調査をすることが必要だと繰り返し、申し上げている」と述べ、第三者委員会を設置しない聖マリアンナ医科大学の姿勢に対し不快感を示し、第三者委員会を設けて速やかに調査するよう求めた。
2019年
2019年2月19日、内部調査結果を公式サイト上で発表し、「性別や浪人回数などで一律に加点するなどの事実は認められなかった」とした。
2019年2月21日、厚生労働省は同大学の内部調査結果に対し、「疑いは解消されていない」として、第三者委員会で再調査するよう行政指導した。
2019年2月28日、「第三者委員会」の設置を決定したと発表した。文部科学省が2018年12月に公表した緊急調査結果によると、聖マリアンナ医科大学の入試では各高校が作成する受験生の調査書などを点数化する際、男子の平均点が女子の1.8～2.6倍、現役生の平均点が21歳以上と比べて3.5～15倍になっていた。
2020年
2020年1月17日、第三者委員会が調査結果を公表。2015年～2018年の2次試験において「性別や現役、浪人という属性で一律の差別的取り扱いがあったと認めざるを得ない」との結論付けた。大学のパソコンを分析したところ、2016年度の記録に「男性調整点」の枠があり、男性に一律加算された点数と一致する「19・0」との記載が見つかった。報告書を受け大学は「一部受験者の入試結果に影響を及ぼした可能性があった」とこれまでの認識を改めたコメントを発表している。
2020年9月初旬、厚生労働省は男女間の点差について「偶然起きたとはいえず、作為的なものだ」とする統計学の専門家による分析結果を大学側に提示した。大学側が「意図的でない」とした男女の得点分布が4年連続ででる可能性は統計上「10兆分の1以下」であると朝日新聞社から報道された。
2020年10月1日、文部科学省が、大学幹部を同省に呼び大学側と見解の相違があるとして「不適切である可能性が高い」と指摘するにとどめていた2015年～2018年度の一般入試について「女性や浪人生に対する不適切な入試があったと見なさざるを得ない」との見解を口頭で通告した。大学側は「男女の別といった受験生の属性に応じた『一律の差別的取り扱い』が行われた事実はない」と一貫して不正入試を否定してるが、意図的ではないが、属性による評価の差異が生じ、一部受験者の入試結果に影響を及ぼした可能性がある」として、2次試験の不合格者に入学検定料を返還している。
2020年10月27日、日本私立学校振興・共済事業団は聖マリアンナ医科大学の2020年度の私学助成金を50%減額すると決定した。
2020年12月10日、「長期にわたり、受験者や関係者に混乱をもたらしたことを内省した」として2015年～2018年の一般入試の受験料について、１次試験の不合格者や２次試験の辞退者にも返還するとホームページで発表した。対象者は約1万2千人にのぼる。
2021年
2021年3月26日、大学教育の質や入試の公正性などを審査して認証評価する大学基準協会が現地調査などを行った結果として、「属性による得点調整が事実上行われていた点を認めず、原因となる本質的な問題を見直していない」「説明責任を果たしているとは言えない」とし、「不適合」の判定をしたと発表した。大学は7年以内に1回、認証評価を受ける必要があり、不適合の場合、国の一部の補助金を申請できなくなる。
2023年
2023年12月25日、聖マリアンナ医科大学を受験した女性4人が「性別による差別で不合格となり、損害を被った」として、大学側に計約3200万円の損害賠償を求めた訴訟で、東京地裁（新谷祐子裁判長）は、女性を差別する得点調整があったと認定し、「差別を受けない利益を侵害された」として、大学側に計約280万円の支払いを命じる判決を言い渡した。判決は、第三者委員会の報告書で、男女別に画一的に得点差が設けられたことや、性別などを黒塗りにした状態の模擬採点の結果が実際の点数と大きく異なったことが認定されたことを挙げ、「性別による得点調整があったことは明らか」と判断。「合理的理由なく女性を差別するもので、違法性は顕著だ」と指摘した。
判決を受け、元受験生の弁護団は「得点調整を女性差別と明確に示した点で、東京医大の事件や順天堂の事件と比較して、一歩進んだ判断であり評価できる」と声明で発表した。
2024年
2024年1月10日、双方控訴せず、東京地裁の判決が確定。2月1日付で聖マリアンナ医科大学は「入学者選抜につきましては、今後も透明性・客観性を確保するとともに、不断の検証を行い、公平・公正な選抜の実施に努めて参ります」との声明を発表した。
| 聖マリアンナ医科大学の志願票・調査書配点         |
| ------------------------------------------------ |
| 2015年度：男女差18点 浪人減点                    |
| 2016年度：男女差18点 浪人減点                    |
| 2017年度：男女差60点 浪人減点                    |
| 2018年度：男女差80点 ※多浪の女子にはマイナス点も |

※聖マリアンナ医科大学の試験の配点は一次試験（英語100点・数学100点・理科200点）＋二次試験（面接100点・小論文100点）で合計600点満点。
※表の出典。

## 不正を否定した大学

### 山形大学
2018年10月18日の定例記者会見で、学長（当時）が「本学で得点操作はないと信じている。選考手順は募集要項で全てオープンにしており、操作できる余地がない」と述べた。山形大学は2013年-2018年の6年間の男女の合格率格差が1.29倍で東北の国公立大学医学部の中で最大であり、単年度では2013年入試において全国79国公私立大医学部（学校数は当時）で最大の1.99倍であった。

### 慶応義塾大学
2018年10月26日、10月11日に厚生労働省による訪問調査を受けたが「不適切と考えられるような事案はない」と発表。慶應大学の2012年-2018年の過去6年間の入試では男子の合格率が女子の1.37倍であったが「公正な審査の結果だ」としている。

### 大分大学
2018年11月6日、会見を開き「不正は一切ない」と明言した。その上で2019年度入学試験から、受験番号や点数、性別が書かれた合否判定資料から性別の欄を削除する方針を示した。

### 久留米大学
2018年11月7日、「現在はもちろん、過去においても大学関係者子弟の優遇を行ったことはない」と公表。文科省の全国調査で「男性優遇」についても、「面接を含む学力テスト以外の結果で入学者を選抜することはなく、応募要項に書かれている選抜方法がすべて」と回答している。

## 不正発覚後の文部科学省の対応
東京医科大学が44人、順天堂大学が48人、日本大学が10人を追加合格とし、2019年春の入学を認めると発表したが、追加合格を出す代わりに募集人員を削るとしたため、2019年度の受験生に影響が及ぶことが懸念されていた。
2018年12月15日、柴山昌彦文部科学大臣は閣議後記者会見で、2019年度の医学部の入学定員を臨時で超過することを特例的に認める方針を明らかにした。柴山文科相は「教育環境が確保されることを条件に、不適切事案を認めた各大学の判断に基づき、募集人員の緩和を臨時的に認める」と述べ、2019年度入試で定員を超過した人数分は、2020年～2024年度の最長5年かけて募集人数を削減し、募集減を分散させることで2019年度の受験生だけが不利益を被ることを避け、また、マクロでの医師数には影響を与えないようにも配慮されている。
|              | 2019年度入学 |
| ------------ | ------------ |
| 東京医科大学 | 44人         |
| 順天堂大学   | 48人         |
| 日本大学     | 10人         |
| 北里大学     | 10人         |
| 神戸大学     | 2人          |
| 岩手医科大学 | 8人          |
| 金沢医科大学 | 18人         |
| 昭和大学     | 5人          |
| 計           | 145人        |

## 不正発覚翌年2019年度入試
2018年文部科学省から女性差別があったと指摘された4大学（順天堂大学、東京医科大学、北里大学、聖マリアンナ医科大学）の2019年度入試の女子の平均合格率が13.5%と男子の12.12%を1.38%上回ったことが2019年6月18日読売新聞により報道された。全81大学でも2018年度入試は男子11.51%、女子9.46%と2.05%の合格率の開きがあったものが、2019年度入試は男子11.86%、女子10.91%と合格率差は0.95%に縮小した。また、昭和大学、日本大学、山梨大学など計26大学で女子の合格率が男子の合格率を上回る結果となった。読売新聞が全81大学に行った年齢別の受験者数と合格者数の質問には63大学から回答があり、それによると3浪以上の合格率は2018年度の5.56%から2019年度は8.34%と1.47倍に増加している。面接試験では全日本医学生自治会連合が2019年3月に実施した医学生に対するアンケートで女子の15%が体験したと回答した「出産に関する質問」も2019年6月時点で報告例はないという報道もなされた。
2019年6月25日、柴山昌彦文文部科学大臣（当時）は閣議後記者会見で、性別による差別をはじめとする不適切な事案があった9大学と、「不適切である可能性が高い」とされた聖マリアンナ医科大について今春の入試で改善が確認されたと発表した。
|                      | 2018年 | 2018年    | 2018年 | 2019年 | 2019年    | 2019年 |
| 男子                 | 女子   | 男子/女子 | 男子   | 女子   | 男子/女子 |        |
| -------------------- | ------ | --------- | ------ | ------ | --------- | ------ |
| 順天堂大学           | 10.08% | 5.24%     | 1.92   | 7.72%  | 8.28%     | 0.93   |
| 東京医科大学         | 9.04%  | 2.91%     | 3.11   | 19.84% | 20.21%    | 0.98   |
| 北里大学             | 9.11%  | 10.63%    | 0.86   | 15.66% | 20.08%    | 0.78   |
| 聖マリアンナ医科大学 | 7.69%  | 5.22%     | 1.47   | 11.62% | 14.78%    | 0.79   |
| 4大学全体            | 9.06%  | 5.52%     | 1.64   | 12.12% | 13.5%     | 0.90   |

※2019年度入試は2018年度入試と比較して受験者数が6000人減少したため合格率は全体に上昇している。

## その他の動向

### 全国医学部長病院長会議
2018年10月16日、緊急記者会見を開き、性別や浪人の回数、内部進学、地域枠など、様々な属性を持つ受験生の入試での公平性の担保について検討していくと表明。その一方で、東京女子医科大学が女性のみに入学を許可していることが社会的に認められていることを引用し、目指すのは「イーブンではなく、フェアな試験規定」としている。
2018年11月16日、記者会見を開き、「大学医学部入学試験制度に関する規範」を公表した。どんな入試枠であっても、性差で一律的に判定基準に差異を設ける事例は「不適切」であるとした。また、多浪についても一律的な差異は「不適切」だが、例えば地域枠では「各地域の状況を勘案し、社会に説明可能な範囲で入試要項に記載すれば実施可能」とした。一方で、内部進学枠、同窓生子弟枠、推薦入試枠、学士編入枠、帰国子女枠の設定については容認。ただ、実施にあたっては、選抜方法や試験内容を入試要項に明記することを求めた。

### 東京医大等差別入試被害弁護団 (東京医大等入試差別問題当事者と支援者の会)
2018年10月23日、記者会見を行い「東京医科大学が不正をしていた期間からすると被害者は少なくとも2万人以上」と指摘した。同会見では、現役医学部生も会見に参加した。
2018年12月11日、文部科学省に不適切な入試を実施した大学の速やかな公表と処分などを求める要望書を提出した。

### 医学部入試における女性差別対策弁護団
弁護士65人からなり、2018年10月24日に文部科学省で会見を行い、入試結果の公表や慰謝料の支払いを東京医科大学に求めることを明らかにした。11月20日、不適切な入試を行った大学名の公表を求める柴山文部科学相（当時）あての要望書を提出した。
2019年3月22日、東京医科大学に対して、成績の開示や慰謝料などを求める集団訴訟を起こしたことを明らかにした。原告になるのは2006年～2018年度に受験した女性33人。原告の属性は大半が関東圏に暮らす20代の女性で、約半数が現在は他大学の医学部に所属しており、中には、最大で7年度にわたって東京医科大を受験した原告もいた。訴状では、東京医大が性別によって受験者を差別し、一律に減点する不公平な入試手続きをとっていたにもかかわらず、そのことを隠し、「公平公正に選抜してもらえると誤信させた」と主張。その結果、不公平な入学試験を受験させられたとして、1年度につき1人200万円の慰謝料を請求し、2017年度と2018年度の受験者の中には、不正な得点操作さえなければ合格していたと判定された原告も2人おり、これらに関しては不当に不合格にされたことに対する慰謝料500万円を求めた。

### 文部科学省主幹の有識者検討会
2019年2月5日、文部科学省は医学部を含む全学部の入試について、公平性を保つためのルールを検討する有識者会議の初会合を開いた。2019年3月にルールをまとめ、6月ごろに改定する大学入試実施要項に反映させる予定。
2019年4月5日、「審議経過報告」（中間報告）を公表した。合否判定では、社会に理解される合理的な理由なく、性別や年齢、現役と浪人の別、出身地域、居住地域といった属性で一律に差別することを禁止とした。合否判定の参考にする受験生の資料にも、こうした属性を掲載すべきでないとした。
成績の順番を飛ばして合格させる「順番飛ばし」も禁止とした。また、一般入試と別に地域枠や学士編入枠などを設ける場合、募集要項に合理的な説明や募集人員を明記するよう要求。同窓生子女枠は規模や必要性について、他の特別枠より丁寧な説明が必要とした。

### 全日本医学生自治会連合（医学連）
全国の大学医学部の学生自治組織で構成する組織で、2019年3月12日、国の医学部生を対象としたアンケート調査の中間報告を公表した。面接では、女子の15%が結婚や出産について質問されていた。アンケートは2018年11月以降、ネットなどを通じて実施。2019年2月1日現在で50大学の男女計2186人（男1257人、女890人、無回答39人）から回答を得た。

### 文部科学省
医学部不正入試問題を受け、文科省は、合理的理由がある場合を除き、性別や年齢などで一律に取り扱いの差異を設ける合否判定を禁じる指針を出した。一方で、2025年度入学生の入試からは、実施要項に「入学者の多様性を確保する観点から、各大学の判断で、入学定員の一部について、多様な入学者の選抜を工夫することが望ましい」と明記する方針としている。

### 読売新聞
2021年7月7日、特定非営利活動法人「報道実務家フォーラム」などが、優れた調査報道を顕彰する「第1回調査報道大賞」を発表し、読売新聞社会部取材班による「医学部不正入試を巡る報道」が大賞に選ばれた。読売新聞は2018年8月2日の朝刊で、東京医科大が医学部医学科の一般入試で女子受験生らの得点を一律に減点し、合格数を抑制していた問題を特報し、この報道をきっかけに、文部科学省の調査で、他大学でも女子や浪人差別、特定の受験生の優遇が相次いで判明。「大学入学者選抜実施要項」が見直され、全学部の入試で女子や浪人差別を禁止するルールが設けられた。

### 名古屋大学
2020年11月26日、名古屋大学は、女性研究者の裾野を拡大し、多様性を推進するために、2023年度入学生の入試から、工学部の電気電子情報工学科とエネルギー理工学科の2学部の学校推薦型選抜で「女子枠」を創設すると発表した。文科省大学入試室は女子枠について、「あらかじめ募集要項に明記し、合理的な理由があれば可能」との解釈を出している。

### 全国保険医団体連合会
2021年度入試で初めて女子の合格率が男子の合格率を上回った(女子13.60%、男子13.51%）事を受け、全国医学部長病院長会議に改めて公正な入試の徹底を求めた。

### 日本女医会
「『女性だから離職するのではないか』と危惧するのでなく、女性も離職せずに働ける職場環境を整える努力をするべきだ」という抗議声明を日本女医会は出している。

## 不正の背景
2018年時点は医学部の偏差値は難化しており、私立中堅校である東京医科大学でも「早慶理工」レベルよりワンランク上の偏差値が必要となっており、それにより特定の受験生を優遇するなどの裏口入学が行われるようになった。2018年10月26日に不正入試を受けて開かれたシンポジウムでは医師にかかる負担の重さが、問題の背景にあることを指摘された。同シンポジウムでは日本では医師一人当たりの外来患者診療数が経済協力開発機構(OECD)平均の2.3倍、スウェーデンの7.8倍に達し、外来負担の軽減が急務であり、国民も「診療の量が適切か考えてもらう必要がある」との意見が出た。2016年の厚生労働省の調査では女医は全体の21.1%を占めるのに対し、診療科では皮膚科47.5%、眼科38.3%と一部の診療科に集中し、外科では5.5%と少ないため、女医が多くなれば外科手術を行う人員が確保できないという識者の意見もあった。

## 法的問題

### 違法性
メディア・ヴァーグが2018年10月に行った文部科学省大学振興課への取材によると、卒業生の親族に対する優遇については、私立学校の場合、「建学の精神や校友のコミュニティーを重視する」場合もあるので、募集要項に記載があり、受験生がそれを理解して試験に臨んでいる場合であれば、ただちに不適切とは言えないという回答であった。事実、医学部ではないが、摂南大学では募集要項に記載した上で、公募制推薦入試において、2001年-2017年の期間、卒業生の子どもや孫の入試得点に一定の係数をかけて上乗せしており、それに対して文部科学省の指導はなかったと同大学の広報は回答している。

### 日本国憲法
日本国憲法第14条では、「すべて国民は、法の下に平等であって、人種、信条、性別、社会的身分又は門地により、政治的、経済的又は社会的関係において、差別されない。」とある。順天堂大学医学部入試で性差別を受けたとして、元受験生の女性13人が同大を運営する学校法人順天堂に対し慰謝料など損害賠償の支払いを求めた裁判の2022年5月19日の東京地裁の判決文で、加本牧子裁判長は、「私大であっても公の性質を有する教育機関は憲法14条1項の法の下の平等を尊重する義務があり、性別による得点調整は『不合理な差別的取り扱いと言うべきだ』と指摘した。
日本国憲法第23条では、「学問の自由は、これを保障する」とあり、医学部を「医師養成校」という機能だけなく、「医学という学問を学ぶ学部」として考えるならば、高齢・性別を理由に医学を学ばせないことは、日本国憲法第23条に抵触する可能性がある。
日本国憲法第26条では、「すべて国民は、法律の定めるところにより、その能力に応じて、ひとしく教育を受ける権利を有する」とあり、年齢、性別により能力に応じた教育の機会を奪うことは日本国憲法第26条に抵触する。

### 受験料返還義務等

#### 東京医科大学
2018年12月、特定適格消費者団体の認定NPO法人消費者機構日本は、消費者裁判手続特例法に基づき、東京地裁に東京医科大学に対する受験料返還義務確認訴訟を提起することになった（消費者団体訴訟）。2018年12月17日、消費者機構日本は受験料などの返還義務の確認を求めて東京地裁に提訴した。被害者に代わって被害回復を求めることができる消費者裁判手続き特例法に基づく訴訟で、2016年10月の施行後初めて提訴となった。
2020年3月6日、東京地裁は「ひそかに得点調整をしていたことは違法との評価を免れない」、「得点調整が告知されていれば出願しなかったと推認できる」とし、受験料の返還義務を認める判決を下した。受験にかかった旅費、宿泊費の返還請求は「個別の事情に立ち入った審理が必要になる」として却下した。訴訟では、入試不正が特例法の適用要件を満たしているかや、大学側が得点調整することを事前に受験生側に説明する義務があったかなどが主な争点であった。判決では、「受験生には共通性があり、対象者も相当数いるなどとして、特例法の適用要件を満たしている」と判断。「受験生は性別などで不利益に扱われることはないという期待を持っており、大学側は入試で性別などの属性を考慮することを告知する義務を負う」とし、東京医科大学が説明義務に違反したと指摘した。また、東京医科大学の得点調整が、平等原則を定めた憲法や公正な入試を定めた大学設置基準の「趣旨に反する」と非難した。
2020年3月23日、東京医科大学は「東京地裁判決を受け入れ、控訴しない」と発表し、判決が確定した。東京医科大学の当時の理事長は「判決を真摯に受け止める。再発防止を徹底し、適切な入試の実施に取り組む」とのコメントを発表した。
2020年7月10日、東京医科大学の受験料返還に対して手続き開始決定が下り、消費者機構日本は、二段階目の手続きに移行し、参加者募集を開始した。
2020年9月9日、消費者機構日本は参加者募集期間を9月20日から10月10日に延長すると発表した。対象となる元受験生は5000人以上いるが、大学から提出された受験生名簿のうち、住所が記録されていたのは二次試験に進んだ受験生約400人分のみで、一次試験で不合格だった受験生については氏名の記載はあったものの、個人情報保護の観点から住所データが破棄されていたために4600人と連絡が取れず周知ができないことが延長の理由となった。
2021年7月27日、東京医科大学と消費者機構日本は大学が機構に対し6800万円（元受験者559人分の計4750万円、機構の報酬約780万円等）を支払うとする内容で東京地裁で和解が成立した。2016年10月施行の消費者裁判手続特例法に基づく裁判で、手続きが終結した初めてのケースとなった。和解後の記者会見で、機構側の担当弁護士は、手続きの参加者が当初想定していた「約5200人」を大きく下回ったことに触れ、「いかに被害者を掘り起こしていくかが同種裁判の今後の課題だ」と話した。東京医科大学は「再発防止を徹底し、適切な入試に取り組む」とする理事長のコメントを発表した。

#### 順天堂大学
2021年9月17日、順天堂大学に対し消費者機構日本が、消費者裁判手続き特例法に基づき、受験料などの返還義務があることの確認を求めた訴訟に対して、東京地裁で判決があり、2017年、2018年に受験した女性や浪人生に不利な合否判定をしたことについて「差別的な取り扱いで公正な選抜とは認められない」とし、返還義務を認める判決を下した。
2023年3月20日、消費者機構日本と順天堂大学の裁判が東京地裁で和解が成立した。同機構が起こした同種の裁判で和解が成立したのは、東京医科大学に続き2件目。元受験生1184人分の計約1億6683万円を大学が機構側に支払う内容。